# یواس‌اس یارنال (دی‌دی-۵۴۱)
یواس‌اس یارنال (دی‌دی-۵۴۱) (به انگلیسی: USS Yarnall (DD-541)) یک کشتی بود که طول آن ۱۱۴٫۷ متر (۳۷۶ فوت) بود. این کشتی در سال ۱۹۴۳ ساخته شد.